# Вельєво
Вельєво (рос. Вельево) — присілок у Солнечногорському районі Московської області Російської Федерації

## Розташування
Вельєво входить до складу міського поселення Солнечногорськ, воно розташовано на північний захід від Солнечногорська, поруч із озером Сенеж. Найближчий населений пункт Тимоново. Присілок з усіх сторін оточено лісом.

## Населення
Станом на 2010 рік у присілку проживала 1 людина